# Dollar canadien
Pour les articles homonymes, voir CAD.
Le dollar canadien (symbole monétaire : $ ; code ISO 4217 : CAD ; localement, CAN, $ CA et $ C sont utilisés,,) est la devise officielle du Canada depuis 1858. Il est subdivisé en 100 cents (¢).

## Description et divisions
En français canadien, le dollar est populairement appelé « piastre » (prononcé « piasse »). La représentation du huard sur les pièces de 1 dollar donne à la devise son nom populaire, le « huard » (en anglais : « the loonie », du mot « loon »). La pièce de 2 $ se fait appeler en anglais un « Toonie ». Le cent est couramment appelé une « cenne » ou un « sou » tout comme la pièce de 25 cents est souvent appelée un « trente sous » ; cette appellation de « sou » ou « trente sous » remonte à avant 1858.
Il y a alors deux devises en circulation, le « penny » britannique et le « sou » utilisé par les francophones. Pour faciliter les échanges avec les populations d'origine française, les autorités britanniques décidèrent qu'un demi-penny équivaudrait désormais à un sou (exemple : la pièce de monnaie de 1837 « Province du Bas-Canada » : sur un côté de la pièce il est inscrit « 1/2 penny » et sur l'autre côté « un sou »). La monnaie canadienne était sous le régime anglais, divisée comme suit :
- 12 pence font 1 shilling et 5 shillings font une couronne. Pour faciliter les échanges avec les États-Unis les autorités britanniques décidèrent qu'une couronne vaudrait un dollar américain (voir la pièce de monnaie britannique de 1804 de Georges III), ainsi il y a 60 pence dans une couronne, multiplié par deux (1/2 penny vaut un sou) , vous obtenez le calcul suivant :
  - 120 sous font cinq shillings ou une couronne,
  - 120 sous divisés par quatre égale trente sous,
  - un dollar divisé par quatre égale 25 cents.

Ainsi, un dollar vaut une couronne et 25 cents valent trente sous. En 1858, le nouveau gouvernement canadien décide d'adopter le dollar, subdivisé en 100 cents comme celui des États-Unis, la population canadienne francophone a continué à appeler familièrement la pièce de 25 cents un « trente sous ». On entend aussi souvent dire « changé quatre trente sous pour une piastre ».

## Pièces et billets

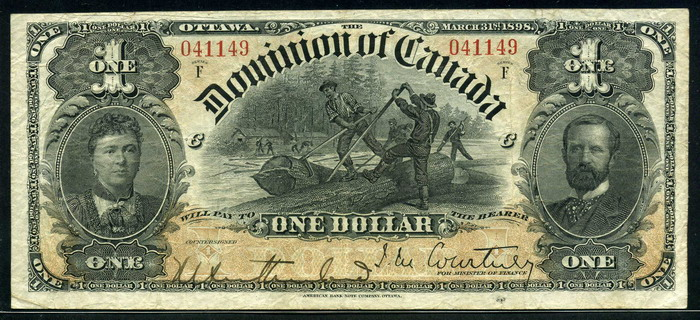
Billet canadien de 1 dollar de 1898.

Les billets canadiens sont émis depuis 1935 par la Banque du Canada et les pièces de monnaie relèvent de la Monnaie royale canadienne (MRC). La série actuelle de billets canadiens, La série polymère, lancée en 2011 est la septième série émise par la Banque du Canada, cinq coupures sont disponibles : 5 $, 10 $, 20 $, 50 $ et 100 $. Les billets ont tous la même dimension, mais ils possèdent leur couleur propre : bleu pour le 5 $, violet pour le 10 $, vert pour le 20 $, rouge pour le 50 $ et finalement brun pour le 100 $. La sixième série, nommée L'épopée canadienne date de 2001. Une ancienne série, la 5e, datant de 1986 et nommée « Les Oiseaux du Canada », représentait différents oiseaux canadiens. Elle n'est plus en circulation. Celle-ci comprenait un billet de 2 $ qui a été remplacé en 1996 par une pièce de monnaie et un billet de 1 000 $ qui n'est plus en circulation. Pour leur part, les billets de 1 dollar ont été remplacés en 1987 par une pièce de monnaie (Le Huard).
En octobre 2011, ce fut le lancement de la nouvelle série de billets en polymère avec le 100 $. En mars 2012, le 50 $ a été émis, le 20 $ a été émis le 7 novembre 2012 et les 10 $ et 5 $ ont finalement été émis le 7 novembre 2013.
La figure de la reine Élisabeth II, la souveraine du Canada, est présente sur l'avers de toutes les pièces canadiennes ainsi que sur les billets de 20 $.
Le 29 mars 2012, Ottawa a invoqué dans son budget que dans les mois à venir la pièce de 1 cent sera retirée progressivement de la circulation pour des raisons économiques et écologiques. La production des pièces de 1 cent fut définitivement arrêtée en mai 2012, la distribution aux institutions financières s'est achevée le 4 février 2013. Dorénavant, les transactions ne se terminant pas par un multiple de 5 cents sont arrondies, soit à la hausse ou à la baisse. Cependant, le cent demeure toujours en vigueur en monnaie scripturale.
Le 8 mars 2018, à la suite d'un concours pancanadien visant à savoir qui serait la femme emblématique que les Canadiens aimeraient le plus voir représentée sur un nouveau billet de banque, la Banque du Canada annonce la création d'un nouveau billet de 10 $ représentant Viola Desmond. Ce billet est le premier imprimé à la verticale au Canada. Il sera émis vers la fin de l'année 2018. Ils ont aussi annoncé qu'un billet de 5 $ arborant une autre personnalité canadienne serait émis lors des années à venir. Les billets de 50 $ et 100 $ seront ornés des premiers ministres Sir John A. Macdonald et Sir Wilfrid Laurier. Sir Robert Borden et William Lyon Mackenzie King ne figureront pas sur les billets de cette prochaine série.
| Unité ($) | Figure sur l'avers           | Figure sur le revers                                                             | Commentaires |
| --------- | ---------------------------- | -------------------------------------------------------------------------------- | --- |
| Pièces    |                              |                                                                                  | |
| 0,01 $    | Élisabeth II                 | Feuille d'érable                                                                 | Pour des raisons économiques, la pièce de 1 cent a cessé d'être distribuée le 4 février 2013. Elle conserve cependant un cours légal et peut être utilisée. Les commerçants sont invités à arrondir les sommes qui leur sont dues par leurs clients (par exemple, pour un achat de 10,01 $, le commerçant est invité à facturer 10 $). Ceci n'est qu'appliqué que sur les transactions en argent comptant.                                    |
| 0,05 $    | Élisabeth II                 | Castor                                                                           | |
| 0,10 $    | Élisabeth II                 | Bluenose                                                                         | |
| 0,25 $    | Élisabeth II                 | Caribou                                                                          | En 1999 et 2000, la Monnaie royale canadienne a émis des pièces de 0,25 $ soulignant le nouveau millénaire. Ceux-ci arboraient des motifs sélectionnés à la suite d'un grand concours pan-canadien. Il y a eu un modèle par mois. En 1992, pour souligner les 125 ans de la Confédération canadienne, douze 0,25 $ représentant les douze provinces et territoires du Canada ont été émis. Plusieurs autres collections ont aussi été créées. |
| 0,50 $    | Élisabeth II                 | Armoiries du Canada                                                              | Cette pièce est régulièrement produite, mais en faible quantité (environ 450 000 par année). Elle n'est pas utilisée, les systèmes automatiques ne l'acceptent pas et elle n'est pas présentement en circulation, mais elle a toujours cours légal. Cette pièce est plutôt réservée aux collectionneurs. |
| 1,00 $    | Élisabeth II                 | Plongeon huard                                                                   | |
| 2,00 $    | Élisabeth II                 | Ours blanc                                                                       | |
| Billets   |                              |                                                                                  | |
| 5 $       | Sir Wilfrid Laurier          | Programme spatial international                                                  | |
| 10 $      | Sir John Alexander Macdonald | Le Canadien                                                                      | Une variante de ce billet a été émise en 2017 pour les 150 ans du Canada. Il y a les portraits de Sir John Alexander Macdonald, Sir George-Étienne Cartier, Agnes Macphail et James Gladstone (en). |
| 10 $      | Viola Desmond                | Musée canadien des droits de la personne                                         | Ce billet est le premier à être vertical. |
| 20 $      | Élisabeth II                 | Souvenir de la Première Guerre mondiale : Monument commémoratif du Canada à Vimy | Une variante de ce billet a été émise en 2015 pour souligner le règne de la reine Élisabeth II qui est devenu le plus long du Royaume-Uni. Une effigie de la reine plus jeune est visible sur la bande de sécurité transparente. |
| 50 $      | William Lyon Mackenzie King  | Le Nord canadien                                                                 | |
| 100 $     | Sir Robert Borden            | L'innovation médicale                                                            | |

## Caractéristiques
Le dollar canadien fait partie de ce que l'on appelle les « monnaies matières premières » (en anglais : « commodities currencies »), c'est-à-dire des monnaies de pays dont les exportations de matières premières représentent une très grosse partie de l'économie. Le dollar australien, le rouble russe ou la couronne norvégienne sont également des monnaies matières premières. Le dollar canadien est notamment lié aux importantes quantités de pétrole que le pays exporte vers les États-Unis. Si le prix du baril augmente, le dollar canadien va s'apprécier contre le dollar américain.